# 허리케인 (에버랜드)
허리케인(Hurricane)은 대한민국 경기도 용인시 처인구 포곡읍 전대리 199에 위치한 에버랜드의 아메리칸 어드벤쳐에 있는 놀이시설이다.  바이킹과 엇비슷히 작동하며 원으로 된 좌석이 회전한다. 최대 19m까지 올라간다.

## 테마곡
허리케인 테마송(1996)
허리케인 허리케인(Hey!) 허리케인 허리케인(Hu!)
거친 바람 불어 불어 천둥번개 번쩍 번쩍
허리케인 허리케인(Hey!) 허리케인 허리케인(Hu!)
거친 바람 불어 불어 천둥번개 번쩍 번쩍
허리케인 허리케인(Hey!) 허리케인 허리케인(Hu!)
거친 바람 불어 불어 천둥번개 번쩍 번쩍
허리케인 허리케인(Hey!) 허리케인 허리케인(Hu!)
거친 바람 불어 불어 천둥번개 번쩍 번쩍
허리케인 Come-on Come-on, 허리케인 Come-on Come-on
두 손을 저 높이 들고 Put your Hands-up 허리케인!